# Mahasti
Khadijeh Dadehbala o Eftekhar Dadehbala (en persa: خدیجه دده‌بالا - افتخار دده‌بالا‎; 16 de noviembre de 1946 – 25 de junio de 2007), más conocida por su nombre artístico, Mahasti, fue una cantante iraní ampliamente reconocida de música tradicional y pop.
Abandonó Irán poco antes de la Revolución Islámica de 1979, trasladándose primero a Londres y luego a Santa Rosa, Estados Unidos, donde residió hasta su fallecimiento en 2007. Interpretó más de 200 canciones en el plazo de 40 años de carrera, además de ser la hermana menor de Hayedeh, otra cantante iraní.

## Biografía

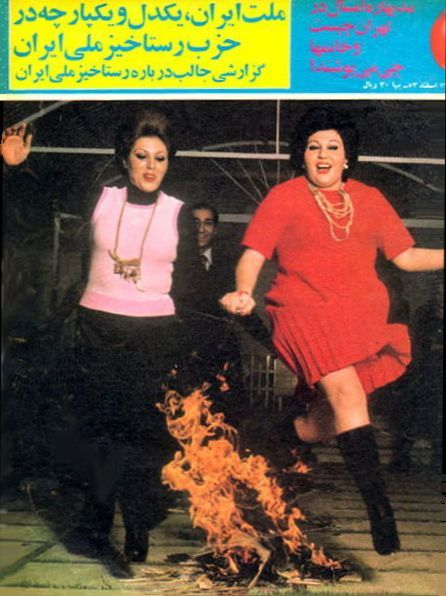
Mahasti y su hermana, Hayedeh (vestida de rojo), saltando sobre fuego en el festival de Chaharshanbe Surí.

Mahasti, cuyo verdadero nombre era Khadijeh Dadehbala (aunque otras fuentes la citan como "Eftekhar Dadehbala"), nació el 16 de noviembre de 1946 en Teherán, Irán. Su padre, Mohammad Dadehbala, nació en una pequeña aldea cercana a Tabriz, mientras su madre provenía de una familia adinerada de Rasht. Era la hermana menor de Hayedeh, otra cantante ampliamente reconocida en Irán. Su talento fue descubierto por el violinista Parviz Yahaghi, quien la animó a cantar.

### Carrera
Comenzó su carrera artística en 1963 para el programa de radio Golhâ-ye Rangârang (en persa: گلهای رنگارنگ‎, lit. 'Flores de colores'), tomando el nombre de Mahasti en honor a la poetisa Mahsati (Mahasti) Ganjavi. Su primera canción fue Ân ke Delam Râ Borde Khodâyâ (en persa: آنكه دلم را برده خدایا‎). Al principio, la familia de Mahasti se mostraba reacia a permitirle seguir una carrera en el mundo del entretenimiento, ya que no era una profesión bien vista para las mujeres en Irán. Sin embargo, superó ese estigma y le dio a Irán una nueva imagen de la mujer dentro de la industria del entretenimiento.
Mahasti creó la imagen de una cantante "dama", una mujer con modales refinados. Su enorme éxito en la música abrió el camino para muchas otras mujeres, incluida su hermana mayor, Hayedeh, quien comenzó su carrera cinco años después. Ambas hermanas, junto a figuras como Googoosh, hicieron contribuciones tremendas para mejorar la imagen de las cantantes femeninas en Irán y para transformar la música iraní desde lo que era hasta lo que es hoy.
Poco antes de la Revolución Islámica de 1979, salió de Irán, primero al Reino Unido y luego a los Estados Unidos, país en el cual vivió hasta su fallecimiento en el 2007.

## Enfermedad y fallecimiento

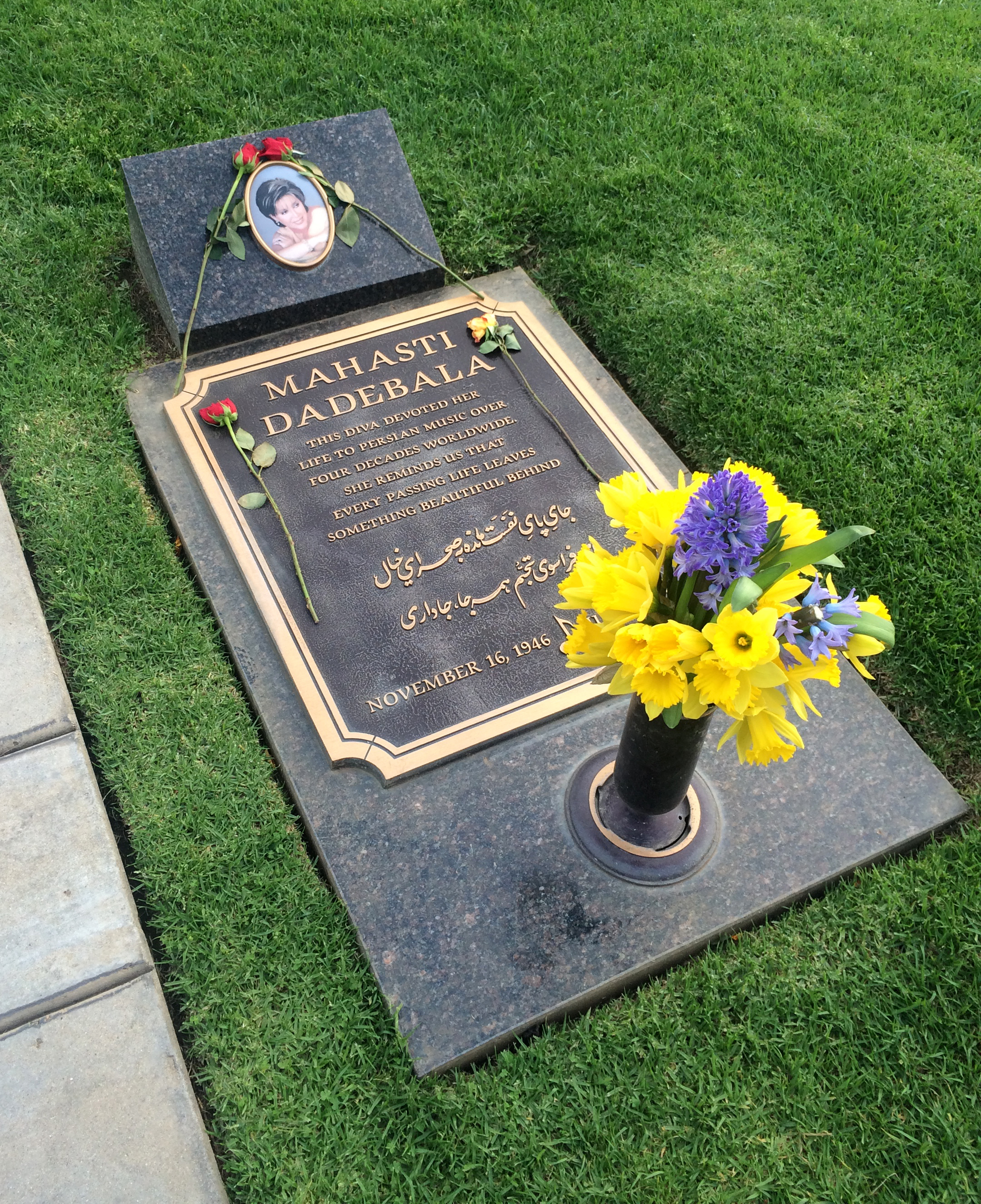
Tumba de Mahasti.

En 2007, Mahasti tuvo que cancelar un concierto con Sattar y Akbar Golpayegani en Dubái, anunciando posteriormente que padecía cáncer de colon. Vivía en Santa Rosa, California, con su hija Sahar, su esposo Naser y sus dos hijas, Natasha y Natalie, sus únicas nietas. Falleció en la mañana del 25 de junio de 2007, a los 60 años, en Santa Rosa. Su funeral contó con la asistencia de varias personalidades de la diáspora iraní, como Jimmy Delshad y el diseñador Bijan Pakzad. Como homenaje, se compuso la canción "En memoria de Mahasti" (en persa: به‌یاد مهستی‎), interpretada por varias cantantes, entre ellas, Leila Forouhar, quienes fusionaron algunas obras de Mahasti en una sola pieza como tributo.
En 2023, Shadmehr Aghili lanzó una canción titulada Tamasha, afirmando que fue una de las obras que había compuesto para Mahasti, pero que nunca llegó a grabarse debido a la enfermedad de la cantante. Poco después del lanzamiento, la canción fue republicada con la voz de Mahasti mediante el uso de inteligencia artificial, lo que despertó un gran interés por combinar un profundo sentido de nostalgia con un toque de futurismo.